# Suge Knight
Marion Hugh „Suge” Knight Jr. (/ʃʊɡ/ SHUUG; n. 19 aprilie 1965, Compton, California, SUA) este un director american al unei case de discuri și un infractor condamnat, care este co-fondatorul și fostul CEO al Death Row Records. Knight a fost o figură centrală în succesul comercial al gangsta rap-ului în anii 1990. Această performanță este atribuită primelor două lansări ale casei de discuri: The Chronic al lui Dr. Dre în 1992 și Doggystyle al lui Snoop Dogg în 1993. Knight ispășește o pedeapsă de 28 de ani de închisoare pentru că a lovit și părăsit locul accidentului în 2015.